# 1,2-Dihydro-1,2-azaborine
1,2-Dihydro-1,2-azaborine is een aromatische chemische verbinding met eigenschappen tussen die van benzeen en borazine. De brutoformule van deze verbinding is {\displaystyle {\ce {C4H6BN}}}. De molecuulstructuur lijkt op die van benzeen, met het verschil dat twee naast elkaar gelegen koolstof-atomen vervangen zijn door respectievelijk stikstof en boor.
De naam begint met "Dihydro", wat extra waterstof-atomen suggereert. Zonder deze waterstofatomen aan stikstof en boor zouden de bindingen die nu voor de waterstof-atomen gebruikt worden een zeer instabiele benzyn-achtige binding vormen, waardoor de verbinding als geheel alleen als kortlevend intermedoar mogelijk zou zijn..

## Synthese
Pogingen deze verbinding te synthetiseren waren tientallen jaren onsuccesvol. In 2008 lukte het een groep rond A.J.V. Marwitz wel. In januari 2009 werd de geslaagde synthese gepubliceerd.

Een van de belangrijkste stappen in de syntheseroute is de vorming van de ring in een ringsluitingsmetathese-reactie (<Engels: Ring Closure Metathesis = RCM):
1. ↑  Betekenis van de verschillende afkortingen:
TBS = tert-butyldimethylsilyl
step 2 RCM = ringsluitingsmetathese met behulp van Grubbs' katalysator
step 3 Organische redoxreactie met palladium op koolstof
step 4 Reductie met LiBHEt3
step 5 Omzetting naar een pianokruk-verbinding waarin de chroomhoudende deel als beschermende groep optreedt.
step 6 Splitsing van de N-TBS band met HF
step 7 Ontscherming met trifenylfosfine